# 黃腹食籽雀
黃腹食籽雀（學名：Sporophila nigricollis）是食籽雀屬下的一種鳥，原屬於鹀科。
發現於中南美洲地區的熱帶或亞熱帶高海拔牧場、灌木叢及退化的森林中，它們有時會漂泊到聖文森特島。